# 森下覚恵
森下 覚恵（もりした かくえ、1956年4月23日-）は、日本の経営者。大豊建設の代表取締役社長。

## 人物・経歴
大分県出身。1979年佐賀大学理工学部土木工学科 卒業、大豊建設入社。2019年取締役専務執行役員土木本部長就任、2021年代表取締役執行役員副社長就任、2022年代表取締役兼執行役員社長に就任。